# 泰尔托-弗莱明县
泰尔托-弗莱明县（德語：Landkreis Teltow-Fläming）是德国勃兰登堡州南部的一个县，得名于泰尔托地区和弗莱明地区，首府卢肯瓦尔德。